# Presidente do Gana
O presidente do Gana é o chefe de estado e de governo da República do Gana. O presidente é o Comandante-em-chefe das Forças Armadas ganesas. O cargo foi criado em 1960, após a abolição da monarquia. Atualmente, e desde 7 de janeiro de 2025, o Presidente do Gana é John Dramani Mahama

## Elegibilidade
De acordo com o capítulo 8, artigo 62 da Constituição de Gana de 1992, uma pessoa não será qualificada para a eleição como presidente do Gana, a menos que:
- a) é cidadão do Gana de nascimento;
- b) tenha atingido a idade de quarenta anos; e
- c) é uma pessoa que, de outra forma, está qualificada para ser eleita membro do Parlamento, exceto que as desqualificações estabelecidas nos parágrafos C, D e E da cláusula 2 do artigo 94 desta constituição não seja removida, em relação a qualquer pessoa, por perdão presidencial ou pelo lapso de tempo, conforme previsto na cláusula 5 desse artigo.

## Juramento
O presidente de Gana deve ser empossado pelo juiz principal perante os cidadãos de Gana na Praça da Independência em Acra. O presidente eleito deve repetir o seguinte:
"Eu, _______________ tendo sido eleito para o alto cargo de Presidente da República do Gana, faço (em nome do Deus Todo-Poderoso juro) (afirmo solenemente) que serei fiel e fiel à República do Gana; sempre preservar, proteger e defender a Constituição da República do Gana, e que eu me dedique ao serviço e bem-estar do povo da República do Gana e a fazer o direito a todo tipo de pessoas.

Além disso (juro solenemente) que devo, a qualquer momento, caso quebre esse juramento; me submeter às leis da República do Gana e sofrer a penalidade por isso. (Então me ajude a Deus)".

## Poderes e deveres do presidente
O capítulo 8 da Constituição do Gana declara os deveres e os poderes do presidente. O presidente é obrigado a:
- defender a Constituição;
- exercer autoridade executiva;
- preservar a segurança e pátria de Gana.

Além disso, o presidente recebe os poderes:
- como líder do ramo executivo do governo;
- como comandante em chefe das forças armadas;
- declarar guerra;
- realizar referendos sobre questões de importância nacional;
- emitir ordens executivas;
- emitir medalhas em homenagem ao serviço à nação;
- emitir perdão;
- declarar um estado de emergência suspendendo todas as leis ou promulgando um estado de lei marcial.[2]

O presidente pode executar ou mandar executar tratados, acordos ou convenções em nome da República do Gana. O presidente terá precedência sobre a população da República do Gana e poderá encaminhar questões políticas importantes a um referendo nacional, declarar guerra, concluir paz e outros tratados, nomear altos funcionários públicos e conceder anistia (com a concordância do Parlamento do Gana). Em tempos de sérias agitações ou ameaças internas ou externas, ou crises econômicas ou financeiras, o presidente pode assumir poderes de emergência "para a manutenção da segurança nacional ou da paz e ordem públicas".
O presidente será destituído do cargo se for encontrado, de acordo com as disposições da Constituição, capítulo 8, seção 69 - prejudicial ou adverso à economia ou à segurança da República do Gana. O presidente deixará de ocupar o cargo na data em que o Parlamento do Gana decidir que ele/ela será destituído.

## Residência
A residência oficial do presidente de Gana era o Castelo de Osu (também conhecido como Forte Christiansborg ou Castelo Christiansborg) em Accra. Em 2007, os parlamentares da oposição em Gana saíram de um debate parlamentar sobre a possibilidade de emprestar US$ 50 milhões para construir um novo palácio presidencial. Deputados do Novo Partido Patriótico do Presidente John Kufuor votaram por unanimidade a favor de tomar o empréstimo da Índia.
Eles argumentaram que o presidente não deveria estar loteado no castelo de Osu, onde os escravos costumavam ser mantidos. O Congresso Democrático Nacional da oposição disse que o dinheiro seria melhor gasto em outros lugares. A antiga casa do mastro usada pelo primeiro presidente de Gana como residência foi transformada em um museu, enquanto foi construído um complexo de escritórios ultramoderno e residência para o presidente e vice-presidente de Gana, bem como sua equipe. O novo palácio presidencial deveria ser concluído em agosto de 2008, mas foi concluído em novembro de 2008. Na inauguração do novo palácio presidencial, o Presidente John Kufuor revelou à imprensa que o novo nome do palácio seria Casa do Jubileu de Ouro. O nome foi escolhido em referência ao 50º aniversário da independência do Gana.
Parte do espaço de escritórios foi entregue ao Ministério das Relações Exteriores quando teve que ser realocada devido a um incêndio que destruiu seus escritórios. O governo do partido CDN se recusou a se mudar para o local depois de assumir o cargo em 2009, observando que parte do trabalho na residência não foi concluída. O governo do presidente Atta Mills também observou que o escritório de Investigações Nacionais do estabelecimento de Segurança Nacional queria garantir que a segurança no local fosse melhorada antes da mudança do governo. O nome foi alterado para Casa Flagstaff por John Atta Mills. Em 7 de fevereiro de 2013, o escritório da presidência foi finalmente transferido para a Casa Flagstaff. Logo depois o nome foi revertido para a Casa do Jubileu.

## Presidente-eleito
Durante o período entre a eleição presidencial e a posse, o presidente cessante sai parcialmente de cena, enquanto o novo presidente lidera uma equipe de transição presidencial para garantir uma transferência suave de poder. Se um presidente em exercício venceu a reeleição, o titular não é referido como presidente eleito, pois ele ou ela já está no cargo e não está esperando para se tornar presidente. Da mesma forma, se um vice-presidente suceder à presidência por meio da morte, renúncia ou destituição (via impeachment) do cargo, essa pessoa nunca terá o título de Presidente eleito, pois se tornaria o presidente imediatamente. O mais recente presidente eleito é o ex-ministro das Relações Exteriores Nana Akufo-Addo, do Novo Partido Patriótico, que venceu a eleição presidencial em 9 de dezembro de 2016.
O vice-presidente eleito de Gana é o companheiro de chapa do candidato presidencial que vence uma eleição. Estabelecido pela primeira vez após a adoção da 3ª Constituição de Gana, o primeiro titular foi Joseph WS de Graft-Johnson. O atual vice-presidente eleito de Gana é Mahamudu Bawumia. Até a formação da 3ª República do Gana, o cargo de vice-presidente não existia.

### Lista de presidentes eleitos
| CPP PNP CDN NPP   | CPP PNP CDN NPP     | CPP PNP CDN NPP | CPP PNP CDN NPP | CPP PNP CDN NPP  | CPP PNP CDN NPP  | CPP PNP CDN NPP |
| Presidente eleito | Presidente eleito   | Partido         | Partido         | Eleito em        | Assumiu em       | Assumiu após    |
| ----------------- | ------------------- | --------------- | --------------- | ---------------- | ---------------- | --------------- |
| 1                 | Kwame Nkrumah       |                 | CPP             | 20 Abril 1960    | 1 Julho 1960     | 72 dias         |
| 2                 | Hilla Limann        |                 | PNP             | 9 Julho 1979     | 24 Setembro 1979 | 78 dias         |
| 3                 | Jerry John Rawlings |                 | CDN             | 3 Novembro 1992  | 7 Janeiro 1993   | 65 dias         |
| 4                 | John Kufuor         |                 | NPP             | 28 Dezembro 2000 | 7 Janeiro 2001   | 10 dias         |
| 5                 | John Atta Mills     |                 | CDN             | 28 Dezembro 2008 | 7 Janeiro 2009   | 10 dias         |
| 6                 | John Dramani Mahama |                 | CDN             | 28 Dezembro 2012 | 7 Janeiro 2013   | 10 dias         |
| 7                 | Nana Akufo-Addo     |                 | NPP             | 9 Dezembro 2016  | 7 Janeiro 2017   | 31 dias         |

O primeiro ministro Kwame Nkrumah se tornou o primeiro ganês a ser eleito presidente da República do Gana. O Presidente Limann detém o recorde de ter o maior período de transição de Presidente eleito para Presidente. Seu período de transição durou 78 dias. O presidente Rawlings, antes das eleições presidenciais de 1992, já era chefe de estado do Gana. Ele foi o presidente do Conselho Provisório de Defesa Nacional. Como o Gana adotou uma nova constituição em 1992, o cargo de Presidente da República estava vago. O Presidente John Kufuor e o Presidente John Atta Mills mantêm o registro de ter o menor período de transição de Presidente eleito para Presidente, com o período de transição durando apenas 10 dias. Os dois presidentes precisaram de um segundo turno para vencer a eleição presidencial.

## Eleição anterior
| Candidato                         | Candidato                 | Partido                          | Votos      | %     | %     |
| --------------------------------- | ------------------------- | -------------------------------- | ---------- | ----- | ----- |
|                                   | John Dramani Mahama       | Congresso Democrático Nacional   | 5,574,761  | 50.70 |       |
|                                   | Nana Akufo-Addo           | Novo Partido Patriótico          | 5,248,898  | 47.74 |       |
|                                   | Paa Kwesi Nduom           | Partido Progressista do Povo     | 64,362     | 0.59  |       |
|                                   | Henry Herbert Lartey      | Great Consolidated Popular Party | 38,223     | 0.35  |       |
|                                   | Ayariga Hassan            | Convenção Nacional do Povo       | 24,617     | 0.22  |       |
|                                   | Michael Abu Sakara Foster | Partido da Convenção do Povo     | 20,323     | 0.18  |       |
|                                   | Jacob Osei Yeboah         | Independente                     | 15,201     | 0.14  |       |
|                                   | Akwasi Addai Odike        | Partido Frente Unida             | 8,877      | 0.08  |       |
| Votos brancos e nulos             | Votos brancos e nulos     | Votos brancos e nulos            | 251,720    | –     | –     |
| Total                             | Total                     | Total                            | 11,246,982 | 100   | 100   |
| Votos registrados                 | Votos registrados         | Votos registrados                | 14,158,890 | 79.43 | 79.43 |
| Fonte: Comissão Eleitoral de Gana |                           |                                  |            |       |       |